# Тыченка (приток Мошни)
Тыченка (в верховье Полоска) — река в России, протекает в Крестецком районе Новгородской области. Устье реки находится в 2,6 км по левому берегу реки Мошня. Длина реки составляет 16 км.
Система водного объекта: Мошня → Холова → Мста → Ильмень → Волхов → Ладожское озеро → Нева → Балтийское море.

## Притоки (км от устья)
- 5 км: река Белка (лв)

## Данные водного реестра
По данным государственного водного реестра России относится к Балтийскому бассейновому округу, водохозяйственный участок реки — Мста без р. Шлина от истока до Вышневолоцкого, речной подбассейн реки — Волхов. Относится к речному бассейну реки Нева (включая бассейны рек Онежского и Ладожского озера).
Код объекта в государственном водном реестре — 01040200212102000021510.